# Episodi de La Ruota del Tempo (prima stagione)
La prima stagione della serie televisiva La Ruota del Tempo (The Wheel of Time), composta da otto episodi, è stata pubblicata sulla piattaforma streaming on demand Prime Video dal 19 novembre al 24 dicembre 2021, in tutti i Paesi in cui è disponibile.
| nº | Titolo originale        | Titolo italiano        | Pubblicazione    |
| -- | ----------------------- | ---------------------- | ---------------- |
| 1  | Leavetaking             | Commiato               | 19 novembre 2021 |
| 2  | Shadow's Waiting        | L'ombra attende        | 19 novembre 2021 |
| 3  | A Place of Safety       | Un luogo sicuro        | 19 novembre 2021 |
| 4  | The Dragon Reborn       | Il Drago Rinato        | 26 novembre 2021 |
| 5  | Blood Calls Blood       | Sangue chiama sangue   | 3 dicembre 2021  |
| 6  | The Flame of Tar Valon  | La Fiamma di Tar Valon | 10 dicembre 2021 |
| 7  | The Dark Along the Ways | Tenebre lungo le Vie   | 17 dicembre 2021 |
| 8  | The Eye of the World    | L'Occhio del Mondo     | 24 dicembre 2021 |

## Commiato
- Titolo originale: Leavetaking
- Diretto da: Uta Briesewitz
- Scritto da: Rafe Lee Judkins

### Trama
Al villaggio di Emond's Field, nei Fiumi Gemelli, giunge una Aes Sedai di nome Moiraine Damodred in compagnia del suo custode al'Lan Mandragoran. Ella è in cerca di colui che si profetizza sia la reincarnazione del Drago Rinato, una creatura dai poteri leggendari in grado di distruggere il mondo o di salvarlo dalla minaccia del Tenebroso, una forza maligna che ciclicamente minaccia il mondo con la sua oscurità. L'occhio di Moiraine cade su quattro ragazzi: Rand al'Thor (figlio di un contadino), Egwene al'Vere (allieva della Sapiente del villaggio, Nynaeve, e fidanzata di Rand), Mat Cauthon (un ragazzo scapestrato che ama il gioco d'azzardo) e Perrin Aybara (un giovane fabbro). Poco dopo il suo arrivo al villaggio fanno la loro comparsa anche i Trolloc, esseri mostruosi al servizio del Tenebroso, e un Fatuo anch'esso alla ricerca del Drago. Per sopravvivere i quattro giovani sono costretti a seguire Moiraine in quello che è solo l'inizio di un lungo viaggio.
- Guest star: Helena Westerman (Laila Dearn), Lolita Chakrabarti (Marin al'Vere), Michael Tuahine (Bran al'Vere), Michael McElhatton (Tam al'Thor), Johann Myers (Padan Fain), Naana Agyei-Ampadu (Danya), Mandi Symonds (Daise Conger), David Sterne (anziano annoiato), Juliet Howland (Natti Cauthon), Christopher Sciueref (Abell Cauthon), Litiana Biutanaseva (Bode Cauthon), Lilibet Biutanaseva (Eldrin Cauthon), Petr Simcák (Tom Thane), Roman Dvorák (giovane uomo), Jan Petrina (anziano).

## L'ombra attende
- Titolo originale: Shadow's Waiting
- Diretto da: Uta Briesewitz
- Scritto da: Amanda Kate Shuman

### Trama
Durante il viaggio Moiraine deve fare i conti con l'ostilità che i ragazzi, eccetto Egwene, mostrano verso di lei e - soprattutto - con la ferita riportata nella battaglia a Emond's Field che la sta indebolendo. Sulla strada la compagnia s'imbatte nei Figli della Luce, un'organizzazione che dà la caccia alle Aes Sedai, e Moiraine riesce a nascondere la propria identità aggirando le domande del loro capo, Eamon Valda, senza venire meno ai giuramenti del suo ordine (che le impongono di non dire mai parola che non sia vera). Quando poi i Trolloc sulle loro tracce li raggiungono, Lan non ha altra scelta se non condurli tutti a Shadar Logoth, un luogo maledetto che persino i servi del Tenebroso sembrano temere. Qui Mat risveglia senza volerlo un potere oscuro che costringe il gruppo a separarsi: Egwene e Perrin si salvano tuffandosi in mare dalle mura, Rand e Mat attraverso una galleria nascosta e Lan (che porta con sé Moiraine, svenuta) dall'ingresso principale della città. Qui incontrano una rediviva Nynaeve, sopravvissuta all'attacco al villaggio e in cerca dei suoi amici.
- Guest star: Abdul Salis (Eamon Valda), Stuart Graham (Geofram Bornhald), Krrish Patel (ragazzino), Pearce Quigley (maestro Hightower), Vilma Frantova (Aes Sedai Gialla).

## Un luogo sicuro
- Titolo originale: A Place of Safety
- Diretto da: Wayne Yip
- Scritto da: Michael e Paul Clarkson

### Trama
In un flashback viene mostrato come Nynaeve sia riuscita a sfuggire ai trolloc. In seguito, avendo rintracciato Moiraine e Lan, si appresta a curare la ferita della Aes Sedai facendosi promettere che in cambio ella risponderà alle domande sui suoi amici. In perlustrazione, Lan riesce ad avvistare un accampamento di Aes Sedai dell'Ajah Rossa. Andando loro incontro, si imbattono in una vecchia conoscenza di Moiraine: Liandrin Guirale, la quale sostiene di aver catturato con il proprio gruppo un uomo che si proclama essere il Drago Rinato, Logain Ablar. Rand e Mat arrivano a un villaggio minerario in cui conoscono un menestrello di nome Thom Merrilin. La taverniera della locanda in cui alloggiano, Dana, si rivela però essere un'amica delle tenebre (o amica del Tenebroso) che conosce inspiegabilmente alcuni dettagli del loro passato e richiama sul luogo un Fatuo. I due ragazzi vengono salvati appena in tempo da Thom, che uccide la donna e si offre di aiutarli, dirigendosi a est verso la Torre Bianca, dimora delle Aes Sedai. Intanto, Egwene e Perrin fuggono attraverso le steppe inseguiti dai lupi, fino a quando non incontrano una carovana di Tuatha'an, nomadi che perseguono ideali di pace (la Via della Foglia) e accoglienza verso il prossimo. I due ragazzi trovano dunque ristoro presso di loro.
- Guest star: Helena Westerman (Laila Dearn), Alexandre Willaume (Thom Merrilin), Álvaro Morte (Logain Ablar), Clare Perkins (Kerene Nagashi), Izuka Hoyle (Dana), Peter Franzén (Stepin), Daryl McCormack (Aram), Narinder Samra (Raen), Maria Doyle Kennedy (Ila), Taylor Napier (Maksim), Jan Loukota (uomo senza dimora).

## Il Drago Rinato
- Titolo originale: The Dragon Reborn
- Diretto da: Wayne Yip
- Scritto da: Dave Hill

### Trama
Tempo prima rispetto agli eventi narrati, l'Asha'man Logain Ablar, professandosi il Drago Rinato, conquista la capitale del regno di Ghealdan con il suo esercito di seguaci, risparmiandone però il sovrano e convincendolo a convertirsi alla sua causa.
Nel presente, nell'accampamento delle Aes Sedai, Moiraine viene curata dalla consorella dell'Ajah Verde Kerene e riacquista finalmente le forze; in seguito viene condotta in presenza di Ablar, tenuto continuamente schermato da due consorelle affinché non possa utilizzare i suoi poteri. Liandrin vorrebbe procedere immediatamente nel "domarlo" (pratica di competenza dall'Ajah Rossa che consiste nel separare un individuo dall'unico Potere), ma le sue consorelle dell'Ajah Verde sono contrarie e ribadiscono di dover portare Ablar a  Tar Valon e aspettare il verdetto emesso dall'Amyrlin Seat. La situazione viene interrotta dall'assalto degli uomini fedeli al "falso drago", che attaccano l'accampamento cogliendo le Aes Sedai e i loro custodi di sorpresa; Logain sfrutta la situazione per sfuggire al controllo di Liandrin e Kerene e rimane faccia a faccia con Moiraine, la quale riesce a guadagnare tempo fino al risveglio delle altre due. Segue uno scontro in cui Kerene si sacrifica per salvare le due consorelle. Sul luogo giunge Stepin, il suo custode, che si getta sconvolto contro Logain mentre Moiraine e Liandrin tentano disperatamente di schermarlo: questo causa la distruzione delle lame che brandiva, che esplodono in mille pezzi ferendo i presenti, tra cui Lan, che riporta una ferita mortale alla gola. Anche Nynaeve era sopraggiunta sul posto e, disperata per l'uomo, di cui si sta innamorando, sprigiona il proprio potere e incanala per la prima volta per curare lui e gli altri. A questo punto, Moiraine, Liandrin e le Aes Sedai sopraggiunte domano Logain.
Egwene e Perrin viaggiano in compagnia dei Tuatha'an e apprendono la filosofia della "via della foglia" secondo cui vivono: essi rifiutano ogni tipo di violenza, a costo di soccombere, nutrendo illimitata fiducia nella saggezza e nella forza provvidenziale della Ruota.
Thom, Rand e Mat cercano ricovero presso una famiglia di contadini ma, durante la notte, Mat perde il senno a causa dei poteri che ha acquisito dopo aver toccato il pugnale a Shadar Logoth e stermina la famiglia che li aveva ospitati. Sul luogo giunge anche il Fatuo che li stava inseguendo e Thom lo affronta per permettere a Rand e Mat, che è tornato in sé, di fuggire.
- Guest star: Alexandre Willaume (Thom Merrilin), Álvaro Morte (Logain Ablar), Clare Perkins (Kerene Nagashi), Peter Franzén (Stepin), Maria Doyle Kennedy (Ila), Daryl McCormack (Aram), Narinder Samra (Raen), Emmanuel Imani (Ihvon), Taylor Napier (Maksim), Miguel Álvarez (Re di Ghealdan), Rebecca Tanwen (Elusha Salid), Pasha Bocaire (sig. Grinwell), Jennifer K Preston (sig.ra Grinwell), Robyn Betteridge (Helga Grinwell), David Dvorscik (figlio dei Grinwell).

## Sangue chiama sangue
- Titolo originale: Blood Calls Blood
- Diretto da: Salli Richardson
- Scritto da: Celine Song

### Trama
In tempi diversi, sia le Aes Sedai che Rand e Mat giungono a Tar Valon: qui, Moiraine raccomanda a Nynaeve di restare nascosta ed essere molto cauta nel rapportarsi con le donne della torre; Rand invece conosce Loial, un ogier scrittore che suggerisce che Rand possa avere origini aiel. Proprio grazie a lui, il ragazzo riesce a rintracciare Nynaeve alla Torre Bianca e i tre ragazzi finalmente si ricongiungono. Nel frattempo, alla Torre, si tiene la cerimonia per la morte di Kerene: il suo custode Stepin scioglie solennemente il suo anello in un braciere ma, in seguito, non riuscendo a sopportare il dolore per la perdita, si toglie la vita.
Egwene e Perrin si trovano ench'essi in prossimità della capitale, ma vengono intercettati dai Figli della Luce: il loro comandante, Eamon Valda, li riconosce e, insospettito, dà l'ordine di catturarli. I due vengono imprigionati e Valda cerca di forzare Egwene a manifestare la sua forza di incanalatrice torturando Perrin; alla fine, la ragazza riesce a dirigere un piccolo flusso di energia contro di lui, ma senza risultati; a salvare inaspettatamente la situazione è proprio Perrin, che riesce a liberarsi e a richiamare sul luogo un branco di lupi che attacca gli uomini dei Figli della Luce. I due ragazzi riescono così a scappare.
- Guest star: Abdul Salis (Eamon Valda), Álvaro Morte (Logain Ablar), Clare Perkins (Kerene Nagashi), Peter Franzén (Stepin), Daryl McCormack (Aram), Narinder Samra (Raen), Emmanuel Imani (Ihvon), Taylor Napier (Maksim), Maria Doyle Kennedy (Ila), Miguel Álvarez (Re di Ghealdan), Mark Fletcher (Capo custode).

## La Fiamma di Tar Valon
- Titolo originale: The Flame of Tar Valon
- Diretto da: Salli Richardson
- Scritto da: Justine Juel Gillmer

### Trama
- Guest star: Álvaro Morte (Logain Ablar), Emmanuel Imani (Ihvon), Taylor Napier (Maksim), Sandy McDade (Maigan), Keira Chansa (Siuan Sanche da giovane), Peter de Jersey (Berden Sanche), Jennifer Cheon Garcia (Leane Sharif), Evelyn Mok (Aes Sedai Gialla), Darren Clarke (Basel Gill).

## Tenebre lungo le Vie
- Titolo originale: The Dark Along the Ways
- Diretto da: Ciaran Donnelly
- Scritto da: Amanda Kate Shuman e Katherine B. McKenna

### Trama
- Guest star: Michael McElhatton (Tam al'Thor), Johann Myers (Padan Fain), Magdalena Sittova (Tigraine Mantear), Amar Chadha-Patel (Lord Yakota), Guy Roberts (Uno Nomesta), Izuka Hoyle (Dana), Thomas Chaanhing (Lord Agelmar), Sandra Yi Sencindiver (Lady Amalisa), Michael D'Cruze (Zahir), Madiana Day (bambina del Malkier), Derancie Baitoukou (donna del Malkier).

## L'Occhio del Mondo
- Titolo originale: The Eye of the World
- Diretto da: Ciaran Donnelly
- Scritto da: Rafe Lee Judkins

### Trama
- Guest star: Johann Myers (Padan Fain), Amar Chadha-Patel (Lord Yakota), Guy Roberts (Uno Nomesta), Thomas Chaanhing (Lord Agelmar), Sandra Yi Sencindiver (Lady Amalisa), Alexia Rodriguez Melian (ragazzina nella costa occidentale), Alexander Karim (Lews Therin Telamon), Katie Brayben (Latra Posae Decume), Derancie Baitoukou (donna del Malkier), Petra Lustigová (donna del Shienar), Petra Bućková (donna armata Rose), Terezie Vraspírová (donna armata Hallway).